# Rudolf Marti
Rudolf «Ruedi» Marti (* 7. April 1950) ist ein ehemaliger Schweizer Bobsportler.
Martis aktive Karriere war kurz, aber erfolgreich. Seine erste internationale Medaille gewann er bei den Olympischen Winterspielen 1976 in Innsbruck. Mit seinen Teamkollegen Erich Schärer, Ulrich Bächli und Josef Benz gewann er Silber im Viererbob. Bei den Bob-Weltmeisterschaften 1977 und 1978 gewann er jeweils mit derselben Mannschaft ebenfalls Silber im Vierer. Seine zweiten Olympischen Winterspiele erlebte Marti 1980 in Lake Placid. Dort wurde er erneut Zweiter mit Schärer, Bächli und Benz. Die Goldmedaille konnte er mit diesem Team bei der Bob-Europameisterschaft 1980 in St. Moritz gewinnen. Nach dieser Saison trat Marti vom Wettkampfsport zurück.
Bevor er sich dem Bobsport zuwandte, war Marti in der Leichtathletik aktiv. Dabei wurde er 1968 nationaler Meister der Junioren im Stabhochsprung.